# Кани, Джон
Бонисил Джон Кани (англ. Bonisile John Kani; род. 30 августа 1942) — южноафриканский актёр, режиссёр и писатель, обладатель премии «Тони».

## Биография
Кани родился 30 августа 1942 года в Нью-Брайтоне.
В 1975 году Кани возвращался в Южную Африку после появления в пьесе в Соединённых Штатах. По дороге домой его окружили полицейские, которые избили его и оставили умирать. В результате инцидента актёр потерял левый глаз. С тех пор он носит протез, который представляет собой стеклянный глаз.
Сын Кани Атандва также является профессиональным актёром. В Америке он сыграл в фильме «Черная пантера» молодую версию короля Т’Чаки, сыгранного его отцом.

## Карьера
Кани помог создать множество пьес, которые остались неопубликованными, но были поставлены. Среди них наиболее известными являются «Сизве Банзи мёртв» и «Остров», написанные в соавторстве с Атолом Фугардом в начале 1970-х годов. Кани получил номинацию на премию Лоренса Оливье за роль в фильме по пьесе Атола Фугарда «Мои дети! Моя Африка!».
Работы Кани получили широкую известность во всем мире, включая Нью-Йорк, где он и Уинстон Нтшона в 1975 году выиграли премию «Тони» за «Сизве Банзи мёртв» и «Остров».
В 1987 году Кани сыграл Отелло в постановке одноименной пьесы Уильяма Шекспира в Южной Африке.
Пьеса «Ничего, кроме правды» была его дебютом в качестве единственного автора и впервые была поставлена в Йоханнесбурге. В 2003 году Кани был удостоен специальной премии Obie за выдающийся вклад в развитие театра в Соединённых Штатах.
Наиболее заметной ролью Кани является роль Т’Чаку в блокбастерах Marvel Studios «Первый мститель: Противостояние» (2016) и «Чёрная пантера» (2018).
В 2019 году Кани появился в фильме Netflix «Загадочное убийство», где сыграл полковника Уленгу. Кани также озвучил Рафики в мультфильме 2019 года «Король Лев».